# Cómicos ambulantes
Cómicos ambulantes es el nombre colectivo de cómicos y humoristas de Perú. Estos personajes se convirtieron en populares a finales de los noventa, muchos de ellos provenientes de inmigrantes de los andes, de clase media a baja, y realizaban parodias de la realidad nacional. Augusto Ferrando dio a conocer varios integrantes a mediados de los años noventa en su programa Trampolín a la fama.
Los programas de televisión sobre cómicos ambulantes tuvieron éxito, al igual que los talk shows, en la década de 1990 y principios del 2000.

## Historia
Los cómicos ambulantes hacían parodias de la vida cotidiana, en general de la población limeña, aunque también de distintas partes del Perú. También tenían más miembros, aunque no todos estaban unidos o tenían un lazo que los uniera. En el Cuzco, por ejemplo, se hacían llamar los Incas de la Risa, que hacían parodias entre limeños y cusqueños.
Los cómicos ambulantes hacían reír a su público, pero no gozaban de grandes comodidades ni de grandes salarios, y poco a poco mostraba su arte en todo el país. Según El Comercio, el primer promotor fue Juan Ubaldo Huamán, el cholo Cirilo.
Uno de los cómicos más populares fue Juan Castellanos, Tripita (fallecido en 2008); conocido como el maestro nobel decano de las calles, fue uno de los pioneros del estilo colectiva con una amplia experiencia y también por lo que aportaba a sus colegas que lo veían como un ejemplo. Poco a poco, se sumaron otros cómicos de larga trayectoria como Lorenzo Zubiate, Mondonguito; Inocencio Hurtado, el cholo Willy (fallecido en 2020) y Marco Alfredo Vidal, el Poeta de la Calle (fallecido en 2004), Juan Carlos Hidalgo, Caballito.
A partir de los años 1980 aparecieron Juan Salvatierra, el cholo Juan; Raúl Espinoza, Care Chancho (fallecido en 2024); Roger Sandoval, Cotito; «Koki» Santa Cruz; José Luis Cachay; Manolo Rojas; y Walter «Cachito» Ramírez; que poco a poco, iban también ganando popularidad y se presentaban en el Parque Universitario, o en alamedas importantes.
Seguía transcurriendo el tiempo, ya para la década de 1990, salieron nuevos valores como Marco Castañeda, Tornillo (fallecido en 2002); Héctor Chavarria, Loncherita (fallecido en 2007); Kike Suero; Raúl Muto, Mono Pavel; César Mori, Puchito; Alonso Gonzales, Pompin; Kelvin Córdova, Fosforito; Jofre Vásquez; Danny Rosales; Carlos Linares, Waferita (fallecido en 2004); Edwin Aurora; Luis Campos, Jhonny Carpincho; y su hermano Miguel Ángel Campos, Bibi Wantan (fallecido en 2020). Y también gente de provincia como Juan León, el cholo Ceferino; José Luis Castillo, Pepe el popular Rocky; y Armando Angulo, la chola Cachucha.

### Momento cumbre
El momento cumbre llegó cuando muchos de ellos fueron invitados a programas de talk show peruanos como Hablemos claro, Maritere y Entre nos. En esos programas ellos eran presentados a nivel nacional, y los programas gozaban de buen índice de audiencia por invitar a los cómicos ambulantes. Pese a ello, los espacios sufrieron el control de la campaña de propaganda durante el gobierno de Alberto Fujimori.
Esto motivó que otros canales, contrataran a varios cómicos de la calle que lanzaron el programa El show de los cómicos ambulantes. En ese el programa empleaban apodos a los actores, entre ellos Waferita, Pompin, Tornillo, Jofre, Care Chancho, Caballito, Jhonny Carpincho, Bibi Wantan, el cholo Jacinto, el cholo Peter, Fosforito, el cholo Juan, Cotito, la chola Cachucha y Pepe el popular Rocky. Al comienzo tenían poca sintonía, hasta que de salió un programa competencia llamado Los reyes de la risa de la televisora Red Global con la participación de cómicos como Cachay, Tripita, Kike, Puchito, Danny, Loncherita, Mondonguito y Edwin. La diferencia entre esos dos programas era el horario en el que eran transmitidos, por lo que El show de los cómicos ambulantes, de Frecuencia Latina, poco después comenzó a ganar más índice de audiencia y Los reyes de la risa se transmitía en un canal con muy poca sintonía.
Según una encuesta realizada por Ibope Time en 1999, El show de los cómicos ambulantes fue el tercer programa más visto de la televisión peruana, en ese entonces dominada por los programas deportivos de Panamericana y Global Televisión.

### Popularidad
Los programas El show de los cómicos ambulantes y Los reyes de la risa eran un éxito y eran sintonizados por el público. Aunque también continuaban un poco con un humor considerado vulgar y con la apuesta de personajes travestis, por lo cual la opinión pública no los respetaba.
Seguían los cómicos en dos canales diferentes, pero esta vez los del programa de Los reyes de la risa se cambiaron de casa televisora junto con su descubridora, Mónica Zevallos, y llegaron a Panamericana Televisión. Se llamó Los ambulantes de la risa y fue producida por Efraín Aguilar. Este cambio les ayudó mucho y les dio más índice de audiencia, e incluso su programa era transmitido internacionalmente por Cadena Sur. Los dos programas gozaban de buen índice de audiencia, normalmente llegaban a cincuenta puntos. De hecho, aprovecharon la fama de Gladiadores, programa de lucha libre de Panamericana, en que recurrieron a imitadores de las figuras de la WCW.

## Declive
Después de la caída de los cómicos ambulantes en la televisión peruana con algunos integrantes en la década de 2000, otros volvieron a los parques de la capital con nuevos talentos.[cita requerida]
Por otro lado en las provincias del Perú, se crearon los grupos cómicos con el objetivo de alegrar al público de su ciudad. Dentro de ellos, destacan el cholo Juanito y Richard Douglas, grupo cómico fundado en el año 2003 en la ciudad de Juliaca, del departamento de Puno. Saltaron a la fama como cómicos ambulantes hasta convertirse en uno de los dúos de comedia de la actualidad. Apoyaron la candidatura de Evo Morales a la presidencia de Bolivia en 2006[cita requerida] y protagonizaron su propia serie de televisión bajo el nombre de El cholo Juanito y Richard Douglas, la vecindad, por Panamericana Televisión en 2010. Además de los dúos, salieron los tríos cómicos como es el caso de los Huanacos de la Risa, grupos creados en el año 2002 en la ciudad de Huancayo del departamento de Junín, logrando así la popularidad en su pueblo natal y algunas partes del Perú.
En Lima, algunos comediantes se mudaron de la plaza San Martín a la Alameda Chabuca Granda, donde en la actualidad comparten sus actos cómicos. En esa época llegaron nuevos cómicos como Alcy Nivin, Chino Risas; Petter Vásquez, Shagui; Luis Alberto Muñoz, el Mostrito de la Risa; Ricardo Ibarra, Gordita Sexy; y Jorge Saavedra, Flautín; este último sobrino del comediante Cachay.[cita requerida]

## Actualidad
En las calles de Lima, a partir de las décadas de 2010 y 2020 se destacó la presencia de los humoristas como José Luis Mendoza, Mayimbú; Guillermo Chunga, Liendrita (fallecido en 2021); Kille González, Pepino;  Marco Stefano, Lucky; Carlos Coronel, el Soly; Yersson Espinoza, Chanchito Jr.; Jim Suero; y Jhon Sandoval, Nabito; estos tres últimos hijos de Care Chancho, Kike y Cotito respectivamente.[cita requerida]
Mientras que los antiguos cómicos ambulantes encausaron su fama por la televisión, participando en diversas secuencias y programas humorísticos de su país.[cita requerida] Por otro lado, se estableció la Asociación de Artistas Cómicos Urbanos Internacionales, en que se formaría nuevos talentos del humor improvisado por medio del espacio digital La casa de la comedia bajo la producción de Ponce Producciones. El cuzqueño «Koki» Santa Cruz fue el encargado del espacio digital y, según Infobae, se convirtió en uno de los programas más importantes de la Internet peruana de la década de 2020.En el elenco del dicho programa, conformó los nuevos cómicos ambulantes y la participación especial de otras figuras del espectáculo nacional como Luigui Carbajal, Xiomy Kanashiro, Lisandra Lizama, Alessandra Rivera, Leslie Moscoso y La Shirley en el reparto central.
Walter Ramírez alcanzó la fama de humoristas de salón como Carlos Álvarez en Las mil y una de Carlos Álvarez y Los inimitables (que posteriormente se llamaría El especial del humor) al lado de Jorge Benavides.
El cholo Cirilo comenzó a incursionarse como actor, siendo en las películas Calichín, Madeinusa y Lima 13 donde sus roles ficticios estuvieron fuera de su personaje cómico.[cita requerida]
José Luis Cachay prestó su presencia para diferentes programas televisivos y en los teatros de su país.[cita requerida]  Su nombre es recurrente en sus presentaciones.
La chola Cachucha fue integrante del programa televisivo El reventonazo de la chola durante los años 2018-2024 y a la par, se incursiona como empresario siendo dueño de su propio restaurante campestre ubicado en el distrito de Lurigancho-Chosica.
Chino Risas comenzó a realizar actividades en el anfiteatro del Parque de la Exposición en el año 2023 y encausó su fama por la televisión participando como recurrente en otros programas.
Danny Rosales participa en el elenco del comediante Jorge Benavides y a la vez condujo un programa radial en Radio Panamericana junto con su compañero de elenco Carlos Vílchez en 2021. Además, se incluyó al elenco de la miniserie Lobos de mar como el Huevera en 2005.[cita requerida]
Mientras Kike Suero se retiró de su faceta de cómico ambulante y comenzó una etapa como cómico independiente, participando en diferentes programas humorísticos.[cita requerida] En 2024, pertenece al elenco del programa cómico El reventonazo de la chola. 
Flautín hizo un cameo en la serie Al fondo hay sitio en 2022, además de formar parte del elenco de El reventonazo de la chola actualmente.[cita requerida]
En el 2016, se organizó la primera edición del campeonato de los cómicos ambulantes en el Teatro Plaza Norte, que contó con la presencia del comediante y actor Christian Ysla, quien se desempeñó como director del proyecto y, finalmente, tuvo como ganador del concurso a Jhon Sandoval, Nabito.[cita requerida] La segunda edición se realizó en 2017 con el mismo formato, volviendo a ganar Nabito.
En febrero de 2023, Latina Televisión anunció el programa cómico Jirón del humor con algunos cómicos ambulantes incluyendo la participación del comediante Michael «Pato» Ovalle y de la bailarina Dorita Orbegoso. Se estrenó en abril de ese año con críticas divididas de los espectadores. Aun así contó con la participación del veterano imitador Carlos Álvarez. En octubre del mismo año, el programa fue cancelado debido a la falta de auspiciadores y al escaso rating que sufría.
En marzo de 2023, Panamericana Televisión hizo lo suyo con el anuncio del regreso de Los ambulantes de la risa a la pantalla chica como parte del segmento del programa televisivo Porque hoy es sábado con Andrés presentando el sketch «Qué tal showngo». Sin embargo, una semana después del estreno, el comediante Edwin Aurora anunció la cancelación del proyecto, debido a los problemas internos entre el elenco y el presentador Andrés Hurtado, además de los comentarios negativos del comediante Pompin. Debido a los hechos, Kike Suero anuncia el regreso de Los ambulantes de la risa para un segmento a finales de abril de ese año.[cita requerida]